# Соб (Угорщина)
Соб (угор. Szob) - місто в центральній частині Угорщини, в медьє Пешт. Населення - 2969 осіб (2001).

## Відомі люди
- Том Лантос - американський політик, під час Другої світової війни перебував у концтаборі, що розміщувався в Собі
- Янош Ерді - угорський адвокат, археолог і нумізмат, уродженець Соба.

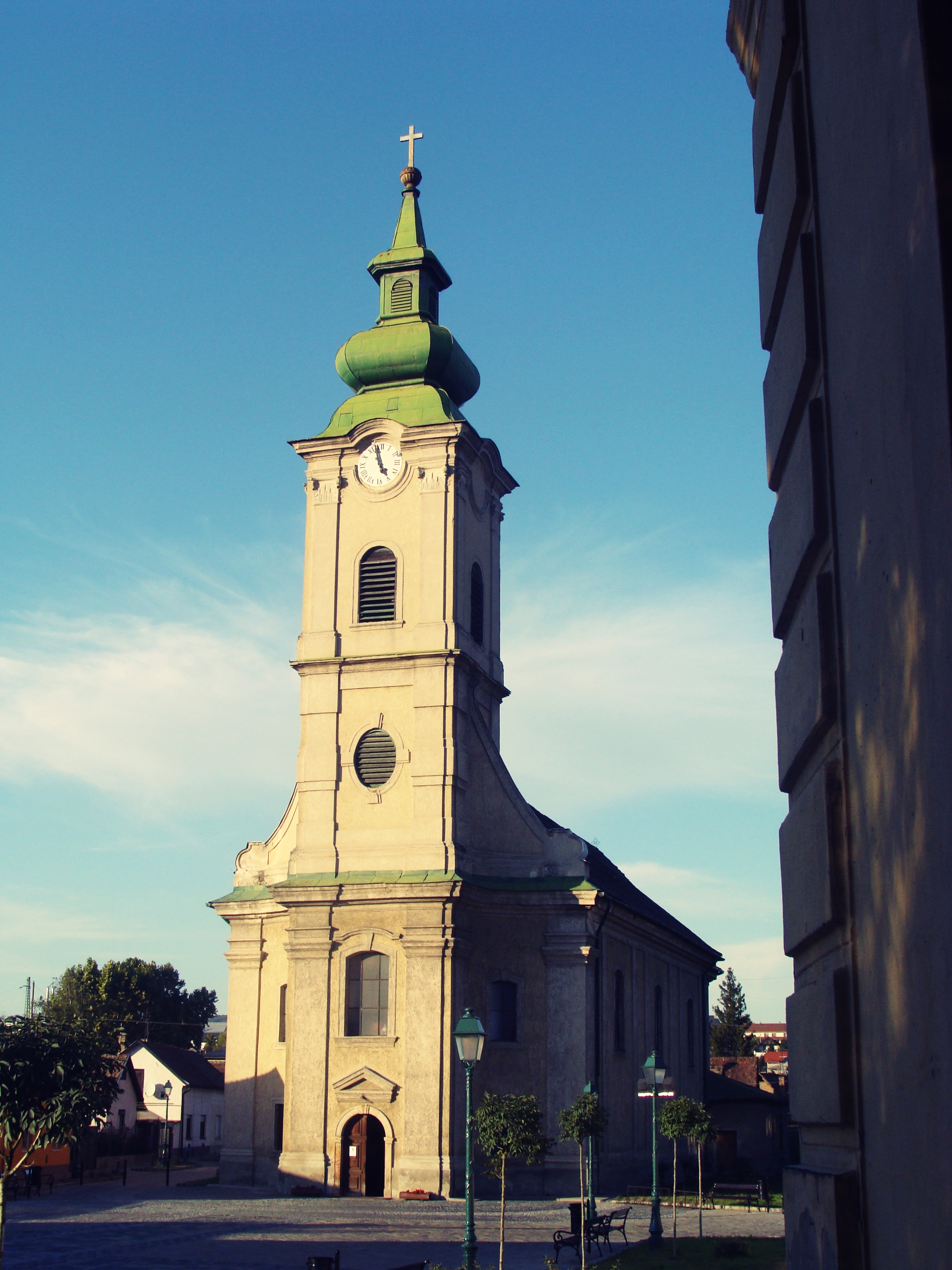